# توماس کلارکسون
توماس کلارکسون (انگلیسی: Thomas Clarkson؛ زادهٔ ۲۸ مارس ۱۷۶۰ درگذشتهٔ ۲۶ سپتامبر ۱۸۴۶) یکی از طرفداران برجستهٔ لغو برده‌داری و عضو کارزار مقابله با تجارت برده در امپراتوری بریتانیا بود. او یکی از پایه‌گذاران جامعهٔ تحقق لغو تجارت برده بود و نقش مهمی در تصویب قانون تجارت برده مصوب ۱۸۰۷ داشت که به تجارت برده در بریتانیا پایان داد.
او در سال ۱۸۱۶ صلح‌طلب شد و همراه با برادرش جان کلارکسون یکی از ۱۲ بنیانگذار جامعهٔ ترویج صلح دائمی و جهانی بود.
کلارکسون در سال‌های پایانی عمرش برای تحقق آرمان لغو برده‌داری در سراسر جهان می‌کوشید که این کارزار در آن زمان بر قارهٔ آمریکا متمرکز شده بود. در سال ۱۸۴۰، کلارکسون سخنگوی اصلی انجمن ضدّ برده‌داری (امروزه معروف به سازمان بین‌الملل ضد برده‌داری) در اولین اجلاس این سازمان در لندن بود که با هدف لغو برده‌داری در سایر کشورها تشکیل شده بود.

## کودکی، نوجوانی و تحصیلات
توماس کلارکسون بزرگ‌ترین پسر جان کلارکسون (کشیش کلیسای انگلستان و مدیر مدرسهٔ ویزبِک) و آنا وارد بود. او یک برادر به نام جان (زادهٔ ۱۷۶۴) و یک خواهر به نام آن داشت. او و برادرش در مدرسه‌ای که پدرشان مدیرش بود درس خواندند. پس از مرگ پدر، خانواده به خانه‌ای در خیابان بریج نقل مکان کردند که اکنون با پلاکی آبی‌رنگ قابل شناسایی است. توماس در سال ۱۷۷۵ به مدرسهٔ سنت‌پال در لندن رفت و پس از آن در سال ۱۷۷۹ وارد کالج سنت جان دانشگاه کمبریج شد. او مدرک لیسانس خود را در سال ۱۷۸۳ دریافت کرد و قرار بود تحصیلاتش را در کمبریج ادامه دهد تا پا جای پای پدرش بگذارد و وارد قشر روحانیت در کلیسای انگلیکان بشود. او توانست درجهٔ شماس را دریافت کند اما سلسله‌مراتب روحانیت را بیش از این طی نکرد و هرگز کشیش نشد.

## پی‌بردن به فجایع برده‌داری
در سال ۱۷۵۸، کلارکسون وارد رقابت جستارنویسی به زبان لاتین شد که در دانشگاه برگزار می‌شد و همین رقابت مسیر زندگی آینده او رقم زد. موضوع مسابقه جستارنویسی این بود که «آیا به بردگی گرفتن دیگران برخلاف میل‌شان مشروع است یا خیر» و همین موضوع باعث شد کلارکسون به‌طور جدی در مورد مسئله تجارت برده بیندیشد. او هر مطلبی که در این باره پیدا کرد خواند از جمله آثار آنتونی بِنِزِت که یکی از طرفداران لغو برده‌داری و کوئیکر بود، و همچنین روایت‌های دست اول افراد فعال در تجارت برده مانند کتاب فرانسیس مور. او همچنین برای تحقیق دربارهٔ این موضوع به گفتگو با کسانی نشست که دربارهٔ تجارت برده و برده‌داری، تجربهٔ شخصی داشتند. کلارکسون پس از برنده‌شدن در این مسابقه، هنگامی که سوار بر اسب در حال طی مسیر بین کمبریج و لندن بود، دچار حالتی شد که آن را مکاشفه‌ای روحانی از جانب خداوند نامید. این تجربه و احساس وظیفهٔ الهی در نهایت باعث شد که کلارکسون زندگی خود را وقف لغو تجارت برده کند.
کلارکسون مقالهٔ لاتین خود را به انگلیسی ترجمه و در سال ۱۷۸۶ در قالب کتابچه‌ای به نام «جستاری در باب برده‌داری و تجارت گونهٔ انسان، علی‌الخصوص آفریقایی‌ها، ترجمه‌شده از یک مقالهٔ لاتین» منتشر کرد. این جزوه مؤثر افتاد و باعث شد کلارکسون با افراد دیگری که با جنبش لغو برده‌داری همدل بودند آشنا شود که برخی از آنها پیش از این مطالبی علیه برده‌داری منتشر کرده بودند از جمله افراد اثرگذاری مانند جیمز رَمزی و گرانویل شارپ و چندین چهرهٔ برجستهٔ کوئیکر. این جنبش که در بریتانیا و ایالات متحده، ابتدا توسط کوئیکرها و با حمایت دیگر گروه‌های اصلاح‌طلب مسیحی مانند متودیست‌ها و باپتیست‌ها، بنیان گذاشته شده بود، توانسته بود طی سالیان خود را تقویت کند. در سال ۱۷۸۳، ۳۰۰ کوئیکر که اغلبشان اهل منطقه لندن بودند، طوماری علیه تجارت برده را امضا و تقدیم پارلمان بریتانیا کردند.

## کارزار ضد برده‌داری
در مه ۱۷۸۷ انجمنی به نام «جامعهٔ تحقق لغو تجارت برده» یا «کمیتهٔ لغو تجارت برده» تشکیل شد که در واقع گروهی مسیحی اما غیرفرقه‌گرا بود و قادر بود به واسطهٔ اعضای انگلیکان خود، در لابی‌کردن با نمایندگان پارلمان موفق‌تر باشد. ۱۲ عضو بنیان‌گذار این کمیته شامل ۹ کوئیکر و سه آنگلیکان پیشگام یعنی توماس کلارکسون، گرانویل شارپ و فیلیپ سن‌سام بود. به موجب یکی از قوانین آن زمان فقط کسانی که حاضر بودند هفت‌آیین را طبق قواعد کلیسای انگلستان به جا بیاورند می‌توانستند در پارلمان بریتانیا خدمت کنند، بنابراین تا قبل از قرن نوزدهم، کوئیکرها به‌طور کلی از حضور در مجلس عوام محروم بودند. کلارکسون سعی کرد به ویلیام ویلبرفورس نزدیک شود که انگلیکان بود و با نمایندگان پارلمان ارتباط خوبی داشت. ویلبرفورس یکی از معدود اعضای پارلمان بود که با طومار کوئیکرها همدلی و همراهی داشت و پیش از این نیز سؤالی دربارهٔ تجارت برده در مجلس عوام مطرح کرده بود.
کلارکسون در امور کمیته نقش مهم و پررنگی داشت و از سوی کمیته مأموریت یافت که شواهدی به نفع لغو تجارت برده جمع‌آوری کند. او برای این کار به شهرهای بریستول و لیورپول سفر کرد و با مخالفت شدید و بعضاً خشونت‌بار حامیان تجارت برده در این شهرها مواجه شد. تاجران برده، گروهی قدرتمند و اثرگذار بودند زیرا تجارت آنها کسب و کاری پرسود و وسوسه‌کننده بود و برای بسیاری از بنادر انگلستان رونق به همراه آورده بود.
لیورپول یکی از پایگاه‌های عمده سندیکاهای تجارت برده و بندر اصلی کشتی‌های حمل برده بود. در سال ۱۷۸۷، کلارکسون هنگام بازدید از این شهر مورد حملهٔ گروهی از ملوانان این شهر قرار گرفت که سعی داشتند او را ترور کنند. اما کلارکسون توانست حمایت تعداد زیادی از ملوانان دیگر را به دست بیاورد. سخنرانی کلارکسون به تاریخ ۲۸ اکتبر ۱۷۸۷ در کلیسایی که اکنون کلیسای جامع منچستر نامیده می‌شود، به کارزار ضد برده‌داری در این شهر جان تازه‌ای بخشید. در همان سال، کلارکسون جزوه‌ای به نام «دیدگاهی مختصر درخصوص تجارت برده و پیامدهای احتمالی لغو آن» را منتشر کرد.
کلارکسون در ارتقای وجههٔ عمومی کمیته بسیار موفق بود. او دو سال بعدی زندگی خود را صرف سفر به سراسر انگلستان و ترویج مقابله با برده‌داری و جمع‌آوری شواهد در این خصوص کرد. او طی تحقیقات خود با ۲۰٬۰۰۰ ملوان مصاحبه کرد و توانست به وسایلی که در کشتی‌های حمل برده استفاده می‌شد دست پیدا کند از جمله دستبندهای آهنی، پابند و وسایل شکنجه مانند پیچِ شست. او این وسایل را در سخنرانی‌های عمومی‌اش نشان می‌داد و تصویرشان را در جزوه‌هایش چاپ می‌کرد که تأثیر زیادی بر افکار عمومی داشت.
کلارکسون به نوشتن علیه تجارت برده هم ادامه داد. نوشته‌های او آکنده از توصیف‌های دقیق و دست‌اول ملوان‌ها، پزشک‌های کشتی و افراد دیگری بود که مستقیماً در تجارت برده نقش داشتند. او در سال ۱۷۸۸ مقاله ای نوشت به نام «جستاری درباره ناشایستگی تجارت بردگان آفریقایی» و آن را در سطح گسترده توزیع و منتشر نمود. یکی از دیگر نوشته‌های او «جستاری درباره تجارت برده» که در سال ۱۷۸۹ منتشر شد، روایت دست‌اول ملوانی بود که در یک کشتی حمل برده خدمت کرده بود. این آثار زمینه و مبنایی فراهم کرد تا ویلیام ویلبرفورس اولین سخنرانی خود در مورد لغو برده‌داری را در تاریخ ۱۲ مه ۱۷۸۹ در مجلس عوام بریتانیا ایراد کند.